# Abd Al Rahman Osman Ali
Abd Al Rahman Osman Ali (* 2. Juni 1986 in Wien) ist ein österreichisch-ägyptischer Fußballspieler.

## Leben
Osman Ali startete seine Fußballkarriere im Frühjahr 2002 beim First Vienna FC 1894. Dort spielte er bis zum Februar 2003 und wechselte dann auf Leihbasis in die Wiener Stadtliga zum FC Egypt United – Austria. Nach rund vier Monaten für den FC Egypt, kehrte er zurück und verließ First Vienna. Er unterschrieb nach seinem Weggang beim SK Slovan-Hütteldorfer AC. Beim SK Slovan HAC blieb er bis zum Dezember 2006 und ging im Jänner 2007 zur zweiten Mannschaft des SK Rapid Wien in die Regionalliga Ost. Dort gab er am 30. März 2007 im Spiel gegen den SC Eisenstadt sein Debüt. Ein halbes Jahr später wechselte er innerhalb der Regionalliga Ost zum Wiener Sportklub, wo er ebenfalls nicht sesshaft wurde und nur drei Spiele bestritt. Ein halbes Jahr später wechselte er zum SV Haitzendorf in die niederösterreichische Landesliga. Im Sommer 2008 kehrte er zu seinem Stammverein SK Slovan HAC zurück. Nur ein Jahr danach wechselte er zum unterklassigen SV Großkrut, wo er eineinhalb Jahre verblieb. Im Jänner 2011 erfolgte der Wechsel zum 1. Simmeringer SC in die Regionalliga Ost, wo er sich einen Stammplatz erkämpfen konnte. Dadurch wurde der FC Lustenau 07 auf ihn aufmerksam und verpflichtete ihn im Jänner 2012 für die Erste Liga. Beim FC Lustenau gelang ihm der Einstieg in den Profifußball. Nach dem Zwangsabstieg der Vorarlberger erhielt er im Sommer 2013 beim Kapfenberger SV einen Vertrag, wo er sich ebenfalls einen Stammplatz sicherte.